# Lista de autoridades derrubadas pelo Escândalo do Mensalão no Distrito Federal
Essa é a lista de autoridades derrubadas pelo Escândalo do Mensalão no Distrito Federal

## 2009

### Novembro
1. Durval Barbosa, secretário de Relações Institucionais do Governo do Distrito Federal, exonerado pelo Arruda na noite do dia 27 de novembro.[1]
2. Fábio Simão (PMDB), chefe de gabinete, afastado por Arruda na noite do dia 27 de novembro.[1]
3. José Geraldo Maciel (PMDB), secretário-chefe da Casa Civil, afastado por Arruda na noite do dia 27 de novembro.[1]
4. José Luiz da Silva Valente (PMDB), secretário de educação, afastado por Arruda na noite do dia 27 de novembro.[1]
5. Omézio Ribeiro Pontes, assessor de imprensa, afastado por Arruda na noite do dia 27 de novembro.[1]
6. Domingos Lamóglia de Sales Dias, conselheiro do Tribunal de Contas do Distrito Federal (TCDF), afastado pelo TCDF no dia 11 de dezembro.[2]

### Dezembro
Essa é uma lista de autoridades que pediram exoneração do cargo, apresentando os nomes e o cargo que ocupavam.
1. José Humberto Pires (PSDB), secretário de Governo.
2. Márcio Machado (PSDB), secretário de Obras.
3. Valdivino de Oliveira (PSDB), secretário de Fazenda.
4. Marcelo Aguiar (PDT), secretário Extraordinário de Educação Integral.
5. Edilson Barbosa (PDT), gerente das Escolas Técnicas.
6. Israel Baptista (PDT), secretario-adjunto do Trabalho.
7. Fábio Barcellos (PDT), administador regional do Jardim Botânico.
8. Joe Valle (PSB), presidente da Emater.
9. Augusto Carvalho (PPS), secretário de Saúde
10. Fernando Antunes (PPS), secretário-adjunto de Saúde
11. Alírio Neto (PPS), secretário de Justiça e Cidadania

## 2010

### Fevereiro
Está uma lista de autoridades envolvidas no escandâlo do Mensalão do DEM de Brasília que renunciaram o cargo para evitar o processo de cassação:
- Paulo Octávio, vice-governador do Distrito Federal
- Leonardo Prudente, deputado distrital.
- Júnior Brunelli, deputado distrital